# Don Roos
Donald Paul Roos, detto Don (New York, 14 aprile 1955), è un regista, sceneggiatore e produttore cinematografico statunitense.
È sposato con l'attore Dan Bucatinsky. La coppia ha due figli, Eliza e Jonah.

## Filmografia

### Regista
- The Opposite of Sex - L'esatto contrario del sesso (The Opposite of Sex) (1998)
- Bounce (2000)
- Happy Endings (2005)
- L'amore e altri luoghi impossibili (Love and Other Impossible Pursuits) (2009)

### Sceneggiatore
- Inserzione pericolosa (Single White Female) (1992)
- Due sconosciuti, un destino (Love Field) (1992)
- A proposito di donne (Boys on the Side) (1995)
- Diabolique (1996)
- The Opposite of Sex (1998)
- Io & Marley (Marley & Me) (2008)
- L'amore e altri luoghi impossibili (Love and Other Impossible Pursuits) (2009)
- Il club del libro e della torta di bucce di patata di Guernsey (The Guernsey Literary and Potato Peel Pie Society) (2018)